# Kanton Pionsat
Der Kanton Pionsat war bis 2015 ein französischer Kanton im Arrondissement Riom im Département Puy-de-Dôme und in der Region Auvergne-Rhône-Alpes; sein Hauptort war Pionsat. Vertreter im Generalrat des Départements war zuletzt von 2011 bis 2015 Laurent Dumas.
Der Kanton war 165,24 km² groß und hatte (1999) 2.517 Einwohner, was einer Bevölkerungsdichte von 15 Einwohnern pro km² entsprach. Er lag im Mittel auf 580 Meter über dem Meeresspiegel, zwischen 359 m in Château-sur-Cher und 803 m in La Cellette. 

## Gemeinden
| Gemeinde                   | Einwohner Jahr | Fläche km² | Bevölkerungsdichte | Postleitzahl | Code INSEE |
| -------------------------- | -------------- | ---------- | ------------------ | ------------ | ---------- |
| Bussières                  | 104 (2013)     | –          | – Einw./km²        | 63330        | 63060      |
| La Cellette                | 172 (2013)     | –          | – Einw./km²        | 63330        | 63067      |
| Château-sur-Cher           | 82 (2013)      | –          | – Einw./km²        | 63330        | 63101      |
| Pionsat                    | 1103 (2013)    | –          | – Einw./km²        | 63330        | 63281      |
| Le Quartier                | 207 (2013)     | –          | – Einw./km²        | 63330        | 63293      |
| Roche-d’Agoux              | 97 (2013)      | –          | – Einw./km²        | 63330        | 63304      |
| Saint-Hilaire              | 180 (2013)     | –          | – Einw./km²        | 63330        | 63360      |
| Saint-Maigner              | 197 (2013)     | –          | – Einw./km²        | 63330        | 63373      |
| Saint-Maurice-près-Pionsat | 367 (2013)     | –          | – Einw./km²        | 63330        | 63377      |
| Vergheas                   | 76 (2013)      | –          | – Einw./km²        | 63330        | 63447      |

## Bevölkerungsentwicklung
| 1962  | 1968  | 1975  | 1982  | 1990  | 1999  | 2006  |
| ----- | ----- | ----- | ----- | ----- | ----- | ----- |
| 3.548 | 3.921 | 3.558 | 3.241 | 2.788 | 2.517 | 2.541 |